# Перше жовтня запізнюється
«Перше жовтня запізнюється» (англ. October the First Is Too Late) — науково-фантастичний роман  англійського письменника, астрофізика і космолога Фреда Гойла, де внаслідок зіткнення з явищами часових провалів перед героями поступово відкриваються різні періоди людської історії, згодом вони дізнаються про цивілізацію далекого майбутнього. Роман розділений на частини з назвами музичних термінів: «Прелюдія», «Інтермеццо», «Фуга», «Кода», «Віваце».

## Зміст
Головними героями є композитор класичної музики Дік, від імені якого йдеться розповідь, та фізик Джон Сінклер, лауреатом Нобелівської премії. Вони колись разом вчилися в школі і Кембридзькому університеті. Події починаються у 1966 році. Вони зустрічаються в аеропорту Лондона, коли Дік повертається додому після прем'єри його композиції в Кельні, де отримав змішане прийняття. Джон Сінклер пропонує вирушити у альпіністську експедицію на Шотландське високогір'я, як вони колись планували. під час подорожі починають відбуватися незвичайні події: Сінклер зникає протягом кількох годин і не пам'ятає, що сталося під час його зникнення, а також немає родимки на спині, Дік дрімає і виявляється, що проходить більше часу, ніж він очікував.
Подорож закінчується, коли Сінклеру телефонують. Він розповідає Діку, що радіаційні детектори в просторі виявляють несподіване випромінювання, Джон повинен їхати до США і хоче, щоб Дік приєднався до нього. У Каліфорнії друзі дізнають, що космічний зонд виявив незвичне — модульоване випромінювання, що йде з Сонця — сигнал потужністю 100 Мгц. Джон і Дік їдуть на Гаваї, де є радіотелескоп, який отримує дані з космічного зонда. Там вони виявили, що Сонце відправляє величезну кількість інформації в космос, і вони ставлять собі питання, що то за інформація. В цей час в новинах повідомляють, що Лос-Анджелес зруйновано.
Дік і Сінклер приєднуються до пасажирів літака, який повинен летіти США. На підльоті вони не бачать жодних ознак цивілізації там, де повинні бути американські міста. Зрештою вони здогадаються, що потрапили до 1750 року. Дік і Джон вирішують летіти до Європи. Туди вони потрапляють в той же день, але в інший місяць, а також вже настав 1917 рік — час коли завершується Перша світова війна. З огляду на події, що з ними відбувається, Сінклер припускає, що Сонце робить копії історії частин світу.
Далі Дік і Джон подорожують на схід: там, де повинна бути Росія виявляється скляна поверхня (герої потрапляють до льодовикового періоду). Після цього спускаються на кораблі південніше, де опиняються в Греції класичного періоду. Герої потрапляють до афін, де усі будівлі як були колись. Дік подорожує островами. Тут Дік грає на фортепіано для тамтешньої жриці Мелеї в храмі Аполлона на горі Егелос, яка влаштовує музичний конкурс.
Вставши вранці Дік опиняється у незвичайній кімнаті. Виявляється, він опнився у Мексиці далекого майбутнього (у 6000 році), а жриця Мелея є частиною нової цивілізації. Вона показує дікові машину (стереофон), що відтворює його запис, та плаский металевий диск, на якому запис зроблено. Після цього Сінклер і дік дивляються документальну стрічку, що розповідає про історію землі від 1966 року. Виявляється, коли вони були на Гаваях відбулося декілько потужних катастроф (внаслідок провалів у часи вони це не помітили): перенаселення, низка воєн. Надалі розвиток людства пішов у зворотному розвитку: те, що вони вважали 1750 року в Америці насправді була слабкорозвинена культура, в Європі знову відбулася потужна війна, а населення та інший тваринний світ на території Росії зовсім зникли. Тому в майбутньому, яке в даному відрізку є для Діка і Сінклера сучасним, люди живуть не прагнучи прогресу, як в класичні часи Греції.
Мелея повідомляє, що часовий отвір незабаром закриється (одночасно існує декілько часових зон на Землі — Америка 1750, Європа 1917 і 1966, Азія — льодовикового пероіда, Греція класичного періоду) і в героїв є вибір повернутися до 1966 року або залишитися у майбутньому: Дік залишається, а Джон Сінклер повертається до 1966 року, щоб попередити людство. Через 2 роки Дік помічає, що часові розриви зникли, а історія людства пройшла усі етапи які він бачив, а Сінклеру не вдалося нічого змінити. Й тепер все, що було колись у 1966 році Діку здається сном.